# Коротка гра
«Коротка гра» («Короткая игра») — радянський телефільм 1990 року, знятий режисером Акімом Салбієвим на студії «Союзтелефільм».

## Сюжет
Збляклий від безпросвітно сірого життя архітектор зустрічає друга дитинства і дивується його шикарному існуванню. Але нічого не просить і навіть відмовляється від допомоги. Однак наважується на дикий і незрозумілий крок: краде в нього сина і вимагає за нього викуп…

## У ролях
- Юрій Шликов — Валерія Дьяков
- Віра Глаголєва — Надя, дружина Валери
- Аристарх Ліванов — Боря Саламицький, лікар
- Едуард Марцевич — Ігор Олексійович Теплов, ділок
- Кирило Марцевич — Діма Теплов, син Ігоря Олексійовича
- Михайло Мамаєв — Стокк, підручний Теплова
- Зінаїда Шарко — мати Валерія Дьякова
- Поліна Мостова — Ксюша, дочка Валери та Наді
- Володимир Мукусєв — журналіст Мукусєв
- Михайло Глузський — Авер'ян Микитович, приятель Дьякова
- Еліна Ісмаїлова — роль другого плану
- Ігор Пушкарьов — партнер Теплова
- Акім Салбієв — рок-зірка
- Ольга Шликова — роль другого плану
- Андрій Дементьєв — колега Дякова
- Тетяна Мітрухіна — роль другого плану
- Віктор Лазарєв — Ернст Романович, керівник Дьякова
- Олександр Войтецький — епізод
- Володимир Піцек — епізод
- Ольга Пєшкова — епізод
- Людмила Мутузова — епізод
- Вікторія Смирнова — епізод
- Алла Верлоцька — епізод
- Темерлан Зельма — покупець у салоні хутра
- Валерій Колупаєв — епізод
- Тетяна Шевчук — епізод
- Катерина Рихлицька — епізод
- Геворг Согоян — епізод
- Неллі Пригорян-Чавес — епізод
- Рафіді Рандріамамунджі — епізод
- Роландо Чавес — епізод
- Зейда Доменік — епізод
- Ігор Андріанов — чоловік з квітами
- Юліана Лебедєва — епізод
- Сергій Луньов — епізод
- Саша Честних — епізод
- Микола Сисоєв — рекетир на ринку

## Знімальна група
- Режисер — Акім Салбієв
- Сценарист — Олексій Тімм
- Оператор — Темерлан Зельма
- Композитор — Ігор Корнелюк
- Художник — Рафаель Акопов